# いけないパラダイス
いけないパラダイスはげんしじん事務所所属のお笑いコンビ。主にコント。

## 略歴
- 與那覇が地元の相方（現：ヤンバルマン）とコンビを組んでいた際、東京では自分たちのネタが伝わりにくいとして永留を入れトリオとして活動。その後、相方が抜け2004年8月にコンビとしての活動を開始。
- 2005年にげんしじん事務所所属となる。
- 2009年1月21日解散。
- 解散後永留はピン芸人「スターライト永留」として活動後、ぐたくと「バースデーパーティーズ」を結成。與那覇はピン芸人「ヨナ」として活動、2015年9月12日の「爆笑あまにゃま寄席」にて引退を発表。

## メンバー
- 與那覇直也 （よなは なおや、1982年12月16日 - ）

ボケ担当。沖縄県宮古島市出身。A型。ニグロパーマ。パーマは虹の黄昏野沢の実家であてた。
R-1ぐらんぷり2009に「スナック恵美子」として出場。1回戦敗退。
- 永留博昭 （ながとめ ひろあき、1978年3月25日 - ）

ツッコミ担当。大阪府堺市出身。O型。通称「トメさん」。
R-1ぐらんぷり2009に「パパイヤ救急箱」として出場。1回戦敗退。

## 逸話
- ネタを作る際は、永留が標準語で完成させた後に沖縄弁の混じった與那覇の台詞を1時間かけて標準語に合わせて完成させる。
- コンビ名は上村純子の漫画『いけない!ルナ先生』『1+2=パラダイス』から来ている。また、他に「スナック恵美子」と言う候補もあった。

## 出演番組
- 中居のイケてるアスリート（日本テレビ・與那覇のみ）
- 吉田照美のやる気MANMAN!（文化放送）
- ガチャ丼SUPER（LCV）

- この他、シティテレビ中野の番組にゲスト出演もしていた。